# Abronia taeniata
Abronia taeniata (смугаста абронія) — вид веретільницеподібних ящірок родини веретільницевих (Anguidae). Ендемік Мексики.

## Поширення і екологія
Смугасті абронії мешкають в горах на сході Мексики, від південного Тамауліпаса і північного Керетаро на південь до південного Ідальго, північно-східного Веракруса і північної Пуебли. Вони живуть в гірських тропічних, хмарних, сосново-дубових і ялинових лісах. Зустрічаються на висоті від 1000 до 2600 м над рівнем моря. Ведуть деревний спосіб життя. Живородні.

## Збереження
МСОП класифікує цей вид як вразливий. Abronia taeniata загрожує знищення природного середовища.